# Miguel Ângelo Gomes da Silva
Miguel Ângelo Gomes da Silva, noto semplicemente come Miguel Silva (Fiães, 20 dicembre 1995), è un calciatore portoghese, difensore o ala dell'U Cluj.

## Carriera
Dopo aver militato nelle serie minori portoghesi, il 27 giugno 2018 firma un biennale con l'Oliveirense, approdando così per la prima volta in carriera in Segunda Liga. Dopo aver fatto ritorno al São João de Ver, con cui resta per due stagioni, nel 2022 si trasferisce al Leixões; il 27 agosto 2023 passa all'Oțelul Galați, con cui raggiunge subito la finale di Coppa di Romania, poi persa ai rigori contro il Corvinul Hunedoara. Il 30 giugno 2025 si trasferisce all'U Cluj.

## Statistiche

### Presenze e reti nei club
Statistiche aggiornate al 31 luglio 2025.
| Stagione               | Squadra                | Campionato             | Campionato | Campionato | Coppe nazionali | Coppe nazionali | Coppe nazionali | Coppe continentali | Coppe continentali | Coppe continentali | Altre coppe | Altre coppe | Altre coppe | Totale | Totale | Totale |
| Stagione               | Squadra                | Comp                   | Pres       | Reti       | Comp            | Pres            | Reti            | Comp               | Pres               | Reti               | Comp        | Pres        | Reti        | Pres   | Reti   |        |
| ---------------------- | ---------------------- | ---------------------- | ---------- | ---------- | --------------- | --------------- | --------------- | ------------------ | ------------------ | ------------------ | ----------- | ----------- | ----------- | ------ | ------ | ------ |
| 2014-2015              | São João de Ver        | CP                     | 16         | 2          | TP              | 0               | 0               | -                  | -                  | -                  | -           | -           | -           | 16     | 2      |        |
| 2015-2016              | Estarreja              | CP                     | 19         | 7          | TP              | 1               | 0               | -                  | -                  | -                  | -           | -           | -           | 20     | 7      |        |
| 2016-2017              | Estarreja              | CP                     | 29         | 3          | TP              | 3               | 1               | -                  | -                  | -                  | -           | -           | -           | 32     | 4      |        |
| Totale Estarreja       | Totale Estarreja       | Totale Estarreja       | 48         | 10         |                 | 4               | 1               |                    | -                  | -                  |             | -           | -           | 52     | 11     |        |
| 2017-2018              | Águeda                 | CP                     | 26         | 1          | TP              | 0               | 0               | -                  | -                  | -                  | -           | -           | -           | 26     | 1      |        |
| 2018-2019              | Oliveirense            | SL                     | 8          | 3          | TP+CdL          | 1+1             | 0               | -                  | -                  | -                  | -           | -           | -           | 10     | 3      |        |
| 2019-2020              | Oliveirense            | SL                     | 19         | 0          | TP+CdL          | 1+2             | 0               | -                  | -                  | -                  | -           | -           | -           | 22     | 0      |        |
| Totale Oliveirense     | Totale Oliveirense     | Totale Oliveirense     | 27         | 3          |                 | 5               | 0               |                    | -                  | -                  |             | -           | -           | 32     | 3      |        |
| 2020-2021              | São João de Ver        | CP                     | 24         | 5          | TP              | 2               | 0               | -                  | -                  | -                  | -           | -           | -           | 26     | 5      |        |
| 2021-2022              | São João de Ver        | L3                     | 26         | 2          | TP              | 1               | 0               | -                  | -                  | -                  | -           | -           | -           | 27     | 2      |        |
| Totale São João de Ver | Totale São João de Ver | Totale São João de Ver | 66         | 9          |                 | 3               | 0               |                    | -                  | -                  |             | -           | -           | 69     | 9      |        |
| 2022-2023              | Leixões                | SL                     | 27         | 1          | TP+CdL          | 2+3             | 0+1             | -                  | -                  | -                  | -           | -           | -           | 32     | 2      |        |
| lug.-ago. 2023         | Leixões                | SL                     | 0          | 0          | TP+CdL          | 0+1             | 0               | -                  | -                  | -                  | -           | -           | -           | 1      | 0      |        |
| Totale Leixões         | Totale Leixões         | Totale Leixões         | 27         | 1          |                 | 6               | 1               |                    | -                  | -                  |             | -           | -           | 33     | 2      |        |
| ago. 2023-2024         | Oțelul Galați          | L1                     | 27+1       | 0          | CR              | 6               | 0               | -                  | -                  | -                  | -           | -           | -           | 34     | 0      |        |
| 2024-2025              | Oțelul Galați          | L1                     | 27         | 1          | CR              | 1               | 0               | -                  | -                  | -                  | -           | -           | -           | 28     | 1      |        |
| Totale Oțelul Galați   | Totale Oțelul Galați   | Totale Oțelul Galați   | 54+1       | 1          |                 | 7               | 0               |                    | -                  | -                  |             | -           | -           | 62     | 1      |        |
| 2025-2026              | U Cluj                 | L1                     | 3          | 1          | CR              | 0               | 0               | UCoL               | 2                  | 0                  | -           | -           | -           | 4      | 1      |        |
| Totale carriera        | Totale carriera        | Totale carriera        | 251+1      | 26         |                 | 25              | 2               |                    | 1                  | 0                  |             | -           | -           | 278    | 18     |        |